# Siergiej Narowczatow
Siergiej Siergiejewicz Narowczatow, ros. Сергей Сергеевич Наровчатов (ur. 3 października 1919, zm. 22 lipca 1982) – poeta, Bohater Pracy Socjalistycznej (2 października 1979). 
W grudniu 1939 razem z grupą studentów poszedł jako ochotnik na front wojny radziecko-fińskiej. W 1941 ukończył Moskiewski Instytut Filozofii, Literatury i Historii i Literacki Instytut im. M. Gorkiego. 
Po ataku Niemiec na ZSRR poszedł jako ochotnik na front, od grudnia 1941 był wojskowym korespondentem gazety 2 Armii Uderzeniowej; walczył pod Moskwą i Leningradem, pełnił służbę w gazetach frontowych Frontu Briańskiego, Wołchowskiego, Leningradzkiego, 2 Białoruskiego. Od 1943 był członkiem WKP(b). 
Na froncie napisał wiele wierszy („W kolce”, 1941; „Propawszyje biez wiesti”, 1944, i inne), stanowiące później osnowę zbiorów „Kostior” (1948), „Sołdaty swobody” (1952), „Czeriez wojnu” (1968), „Znamia nad wysotoj” (1974) i innych. Publikował artykuły literacko-krytyczne i literaturoznawcze. 
Od 1971 był sekretarzem Związku Pisarzy ZSRR i pierwszym sekretarzem moskiewskiego oddziału Związku Pisarzy RFSRR. W latach 1974–1981 był głównym redaktorem gazety „Nowyj Mir”.